# The Unscarred
The Unscarred (conosciuto anche col titolo Everybody Dies) è un film del 2000 diretto da Buddy Giovinazzo.

## Trama
Staten Island. Oppresso dai debiti di gioco e minacciato da Tommy Mattola, un mafioso locale, Mickey Vernon accetta l'invito di Rafaella, Johann e Travis, tre amici dei tempi del college, che gli pagano il biglietto per Berlino, dove Raffaella e Johan abitano.
Ai tempi del college, in trasferta in Germania, Mickey e Travis erano stati protagonisti di una sfida alcolica finita con un fatale incidente: Travis aveva infatti spinto Mickey giù dalle scale e quest'ultimo si era ferito gravemente, vedendo sfumare una promettente carriera sportiva. Al tutto avevano assistito Rafaella e Johann, quest'ultimo arbitro della competizione.
Quando Mickey atterra a Berlino, nel nome della vecchia amicizia Johann e Travis lo coinvolgono in una serata in discoteca. Rafaella non partecipa. Durante la serata Travis rimorchia Anke, un'amica di Johann. La serata continua nella lussuosa casa di Johann, dove però il divertimento si trasforma in tragedia: durante il corteggiamento di Travis, Anke cade dalla balaustra di una passerella e muore sul colpo. Travis è disperato e vorrebbe chiamare subito la polizia, ma Mickey e Johann lo fermano: la casa di Johann è stata infatti costruita senza permesso. E poi nessuno crederebbe alla storia dell'incidente. Nascondono così il corpo nella cantina di Johann.
Il mattino dopo, il fratello di Anke si presenta a casa di Johann, in cerca della sorella di cui non ha più notizie. Preso dal panico, Johann finisce per sparargli, uccidendolo. Travis e Johann caricano in macchina i corpi dei due e li gettano nel fiume.
Intanto Mickey aspetta a casa il rientro dell'ignara Rafaella. Scopriamo che Rafaella e Johann hanno un figlio, il quale, all'insaputa di Johann, è in realtà figlio naturale di Mickey. Quest'ultimo ricatta Rafaella, pretendendo da lei denaro in cambio del silenzio sulla paternità. Mickey ricatta anche Travis: con la scusa di essere il responsabile della fine prematura della sua carriera sportiva, Mickey si fa passare una cospicua rendita annuale dall'amico. Mickey rivela a Raffaela dell'incidente. La donna è sconvolta: quando Travis e Johann tornano a casa, si fa raccontare dai due in dettaglio dove e come si sono liberati dei corpi. Raffaela è convinta che, poiché non hanno legato delle pietre ai cadaveri, questi prima o poi risaliranno in superficie. Convince i tre uomini a tornare sul fiume per zavorrare adeguatamente i cadaveri.
Ma qui Mickey ha una brutta sorpresa: i tre hanno infatti architettato un sistema per cui gli indizi ricadano tutti su di lui. Se non vuole finire in prigione con l'accusa di duplice omicidio, Mickey deve tornare negli Stati Uniti e rinunciare ai suoi ricatti. In cambio, i tre amici manterranno il silenzio. Mickey è costretto ad accettare, e i tre lo accompagnano in aeroporto.
Poco dopo, Rafaella, Travis e Johann festeggiano in compagnia di... Anke e il fratello, che non sono affatto morti: era tutta una messinscena per liberarsi di Mickey. Quando la serata finisce, però, si presenta Mickey: ha scoperto il trucco. Ne nasce una colluttazione sanguinosa e Travis sferra un colpo di coltello alla gola di Mickey, uccidendolo. I tre decidono di sbarazzarsi del corpo gettandolo nel fiume.